# 丰塔内莱
丰塔内莱（義大利語：Fontanelle），是意大利特雷维索省的一个市镇。总面积35平方公里，人口5819人，人口密度166.3人/平方公里（2009年）。ISTAT代码为026028。

## 友好城市
- 法國欧特里沃